# Người La Mã cuối cùng
Thuật ngữ người La Mã cuối cùng (Ultimus Romanorum) về mặt lịch sử dùng để mô tả một người là hiện thân cho những giá trị của nền văn minh La Mã cổ đại với ngụ ý rằng những giá trị này sẽ biến mất mãi sau khi anh ta chết. Trường hợp được ghi nhận đầu tiên qua sự mô tả của Julius Caesar về Marcus Junius Brutus như là một trong những người mà tinh thần La Mã cũ dần mất đi.
Nhiều người được gọi là "người La Mã cuối cùng" bao gồm: 
- Gaius Cassius Longinus (mất năm 42 TCN), được Brutus và nhà sử học cổ đại Aulus Cremutius Cordus gọi như vậy.
- Gaius Asinius Pollio (75 TCN – 4 CN), một trong những nhà hùng biện và nhà văn vĩ đại cuối cùng của Cộng hòa La Mã.
- Valens (328–378), là vị Hoàng đế đã thống lĩnh đạo quân của mình chuốc lấy một thất bại thê thảm trong trận Hadrianopolis.
- Ambrosius Aurelianus (thế kỷ 5), một chỉ huy quân sự Anh thuộc La Mã chống lại cuộc xâm lược của người Anglo-Saxon.
- Flavius Aetius (396?–454), một tướng lĩnh sống vào cuối thời Đế quốc Tây La Mã giúp bảo vệ dân xứ Gaul chống lại người Frank và một số tộc man di khác, và đã đánh bại Attila tại đồng bằng Catalaunian ở gần Châlons vào năm 451. Do đó mới được Procopius gọi như vậy.[1]
- Bonifacius (mất năm 432), một tướng lĩnh sống vào cuối thời Đế quốc Tây La Mã. Đối thủ của Flavius Aetius.
- Stilicho, một viên tướng La Mã đầy thế lực trong những năm đầu thế kỷ 5.[1]
- Ovida (?–480) viên chỉ huy La Mã cuối cùng ở Illyricum, bị Odoacer đánh bại và giết chết.
- Syagrius (430–?487), viên chỉ huy La Mã cuối cùng ở Gaul trước cuộc xâm lược của người Frank.
- Boethius (480–?525), một trong những triết gia vĩ đại cuối cùng của La Mã.
- Flavius Magnus Aurelius Cassiodorus Senator (khoảng 485–580), chính khách và văn hào La Mã.
- Justinianus I "Đại đế" (?482–565), vị vua thứ hai của nhà Justinianus, và có lẽ là vị hoàng đế Đông La Mã cuối cùng nói tiếng Latinh như tiếng mẹ đẻ.[2]
- Flavius Belisarius (505?–565), một trong những vị tướng vĩ đại nhất của Đế quốc Đông La Mã và một trong những vị tướng nổi tiếng nhất trong lịch sử. Ông cũng là vị tướng Đông La Mã duy nhất được ban Lễ khải hoàn La Mã.
- Gregory Cả (540?–604), một Giáo hoàng đầy quyền thế sinh trưởng ở Roma.[3]
- Thomas Carlyle đã gọi Samuel Johnson là "Ultimus Romanorum".[4]
- Alexander Pope đã gọi William Congreve là "Ultimus Romanorum" (1670–1729).[5]

Tại Hoa Kỳ, "người La Mã cuối cùng" đã được sử dụng nhiều lần trong những năm đầu thế kỷ 19 như một biệt danh cho các nhà lãnh đạo chính trị và chính khách đã tham gia vào cuộc cách mạng Mỹ bằng cách ký vào Tuyên ngôn độc lập Hoa Kỳ, tham gia vào chiến tranh Cách mạng Hoa Kỳ, hoặc thành lập Hiến pháp Hoa Kỳ.
Theo một nghĩa đen hơn, "người La Mã cuối cùng" cũng có thể ám chỉ:
- Romulus Augustus, vị Hoàng đế Tây La Mã de facto cuối cùng.
- Julius Nepos, vị Hoàng đế Tây La Mã de jure cuối cùng.
- Konstantinos XI Palaiologos, vị Hoàng đế Đông La Mã de facto cuối cùng
- Andreas Palaiologos, vị Hoàng đế Đông La Mã de jure cuối cùng
- David II Komnenos, vị Hoàng đế Trebizond cuối cùng và Hoàng đế La Mã de facto cuối cùng sau Konstantinos XI.
- Llywelyn ap Gruffydd, vị Thân vương cuối cùng của Vương quốc Gwynedd, quốc gia kế tục hậu La Mã (Anh thuộc La Mã) cuối cùng sụp đổ ở phương Tây.[7]
- Francis II, vị Hoàng đế La Mã Thần thánh cuối cùng.
- Nicholas II, vị hoàng đế cuối cùng của Đế quốc Nga, còn gọi là La Mã thứ ba.[8]